# Mailand–Sanremo 1981
Mailand–Sanremo 1981 war die 72. Austragung von Mailand–Sanremo, eines eintägigen Straßenradrennens. Es wurde am 21. März 1981 über eine Distanz von 288 km ausgetragen. Das Rennen wurde von Alfons De Wolf vor Roger De Vlaeminck und Jacques Bossis gewonnen.

## Teilnehmende Mannschaften
| Vermeer-Thijs DAF Trucks-Côte d'Or-Gazelle Peugeor-Shell-Michelin Famcucine-Campagnolo Kotter's Racing Team-G.B.C. | Splendor-Wickes Bouwmarkt Boule d'Or-Colnago-Sunair-Colnago Santini-Selle Italia Magniflex-Olmo Kelme-Gios | Puch-Wolber-Campagnolo Safir-Ludo-Galli Renault-Elf-Gitane Hoonved-Bottecchia Selle San Marco-Sider | La Redoute-Motobécane Cilo-Aufina Eurobouw–Rossin Inoxpran Boston-Mavic | Gis Gelati-Campagnolo Miko-Mercier-Vivagel Capri Sonne–Koga Miyata HB Alarmsystemen Sammontana-Benotto |

## Ergebnis
| \| Gesamtwertung \| Gesamtwertung \| Gesamtwertung \| Gesamtwertung \| Gesamtwertung \| \| Fahrer \| Fahrer \| Land \| Team \| Zeit \| \| ------------- \| ------------------- \| ------------- \| ---------------------------- \| --------------- \| \| 1. \| Alfons De Wolf \| Belgien \| Vermeer-Thijs \| 6 h 41 min 06 s \| \| 2. \| Roger De Vlaeminck \| Belgien \| DAF Trucks-Côte d'Or-Gazelle \| + 11 s \| \| 3. \| Jacques Bossis \| Frankreich \| Peugeot-Esso-Michelin \| + 11 s \| \| 4. \| Claudio Torelli \| Italien \| Famcucine-Campagnolo \| + 11 s \| \| 5. \| Peter Kehl \| Deutschland \| Kotter's Racing Team-G.B.C. \| + 11 s \| \| 6. \| Guido Van Calster \| Belgien \| Splendor-Wickes Bouwmarkt \| + 11 s \| \| 7. \| Freddy Maertens \| Belgien \| Boule d'Or-Sunair-Colnago \| + 11 s \| \| 8. \| Etienne De Wilde \| Belgien \| Splendor-Wickes Bouwmarkt \| + 11 s \| \| 9. \| Giuseppe Martinelli \| Italien \| Santini-Selle Italia \| + 11 s \| \| 10. \| Pierino Gavazzi \| Italien \| Magniflex-Olmo \| + 11 s \| |                     |             |                              |                 |
| |                     |             |                              |                 |
| |                     |             |                              |                 |
| Gesamtwertung |                     |             |                              |                 |
| Fahrer | Fahrer              | Land        | Team                         | Zeit            |
| 1. | Alfons De Wolf      | Belgien     | Vermeer-Thijs                | 6 h 41 min 06 s |
| 2. | Roger De Vlaeminck  | Belgien     | DAF Trucks-Côte d'Or-Gazelle | + 11 s          |
| 3. | Jacques Bossis      | Frankreich  | Peugeot-Esso-Michelin        | + 11 s          |
| 4. | Claudio Torelli     | Italien     | Famcucine-Campagnolo         | + 11 s          |
| 5. | Peter Kehl          | Deutschland | Kotter's Racing Team-G.B.C.  | + 11 s          |
| 6. | Guido Van Calster   | Belgien     | Splendor-Wickes Bouwmarkt    | + 11 s          |
| 7. | Freddy Maertens     | Belgien     | Boule d'Or-Sunair-Colnago    | + 11 s          |
| 8. | Etienne De Wilde    | Belgien     | Splendor-Wickes Bouwmarkt    | + 11 s          |
| 9. | Giuseppe Martinelli | Italien     | Santini-Selle Italia         | + 11 s          |
| 10. | Pierino Gavazzi     | Italien     | Magniflex-Olmo               | + 11 s          |